# The Very Best of Mick Jagger
The Very Best of Mick Jagger è la prima raccolta di Mick Jagger come solista, pubblicata nel 2007.
Il disco contiene le migliori canzoni che il cantante dei Rolling Stones aveva pubblicato durante la sua carriera solista e collaborazioni con Lenny Kravitz, Jeff Beck, Ry Cooder, Peter Tosh, Bono Vox e David Bowie. La traccia Too Many Cooks (1973) vede la partecipazione di John Lennon nella veste di produttore discografico.
L'edizione speciale contiene un DVD con 8 video musicali, un'intervista al cantante e l'esibizione di (You Got to Walk And) Don't Look Back al Saturday Night Live del 1978.

## Tracce

### CD
1. God Gave Me Everything (Mick Jagger, Lenny Kravitz) – 3:32 (2001)
2. Put Me in the Trash (Jagger, Jimmy Rip) – 3:34 (1993)
3. Just Another Night (Jagger) – 5:15 (1985)
4. Don't Tear Me Up (Jagger) – 4:12 (1993)
5. Charmed Life (Jagger) – 3:35 (1992 e 2007)
6. Sweet Thing (Jagger) – 4:18 (1993)
7. Old Habits Die Hard (Jagger, David A. Stewart) – 4:24 (2004)
8. Dancing in the Street (con David Bowie) (Marvin Gaye, Ivory Joe Hunter, William "Mickey" Stevenson) – 3:18 (1985)
9. Too Many Cooks (Spoil the Soup) (Angelo Bond, Ronald Dunbar, Edith Wayne) – 4:04 (1973)
10. Memo from Turner (Jagger, Keith Richards) – 4:03 (1970)
11. Lucky in Love (Jagger, Carlos Alomar) – 5:02 (1985)
12. Let's Work (Jagger, David A. Stewart) – 4:44 (1987)
13. Joy (Jagger) – 4:40 (2001)
14. Don't Call Me Up (Jagger) – 5:13 (2001)
15. Checkin' Up on My Baby (Sonny Boy Williamson II) – 3:21 (1992)
16. (You Got To Walk And) Don't Look Back (Smokey Robinson, Ronnie White) – 5:17 (1978)
17. Evening Gown (Jagger) – 3:32 (1993)

### DVD (edizione speciale)
1. Intervista a Mick Jagger – 35:45
2. God Gave Me Everything – 3:41
3. Just Another Night – 4:58
4. Sweet Thing – 4:15
5. Let's Work – 4:08
6. Lucky in Love – 4:54
7. Don't Tear Me Up – 4:09
8. Dancing in the Street – 2:57
9. Joy (da Being Mick) – 3:07
10. (You Got to Walk And) Don't Look Back (Peter Tosh e Mick Jagger al Saturday Night Live, 1978) – 4:20